# Vriesea scalaris
Vriesea scalaris är en gräsväxtart som beskrevs av Charles Jacques Édouard Morren. Vriesea scalaris ingår i släktet Vriesea och familjen Bromeliaceae. Inga underarter finns listade i Catalogue of Life.